# 鳥取中央有線放送
鳥取中央有線放送株式会社（とっとりちゅうおうゆうせんほうそう、Tottori Central Cable broadcasting）は鳥取県東伯郡琴浦町・北栄町・湯梨浜町をエリアとするケーブルテレビ局である。
2007年4月に東伯地区有線放送（TCB）、ケーブルビジョン東ほうき（HCV）の合併により設立。

## 所在地
全て鳥取県東伯郡。

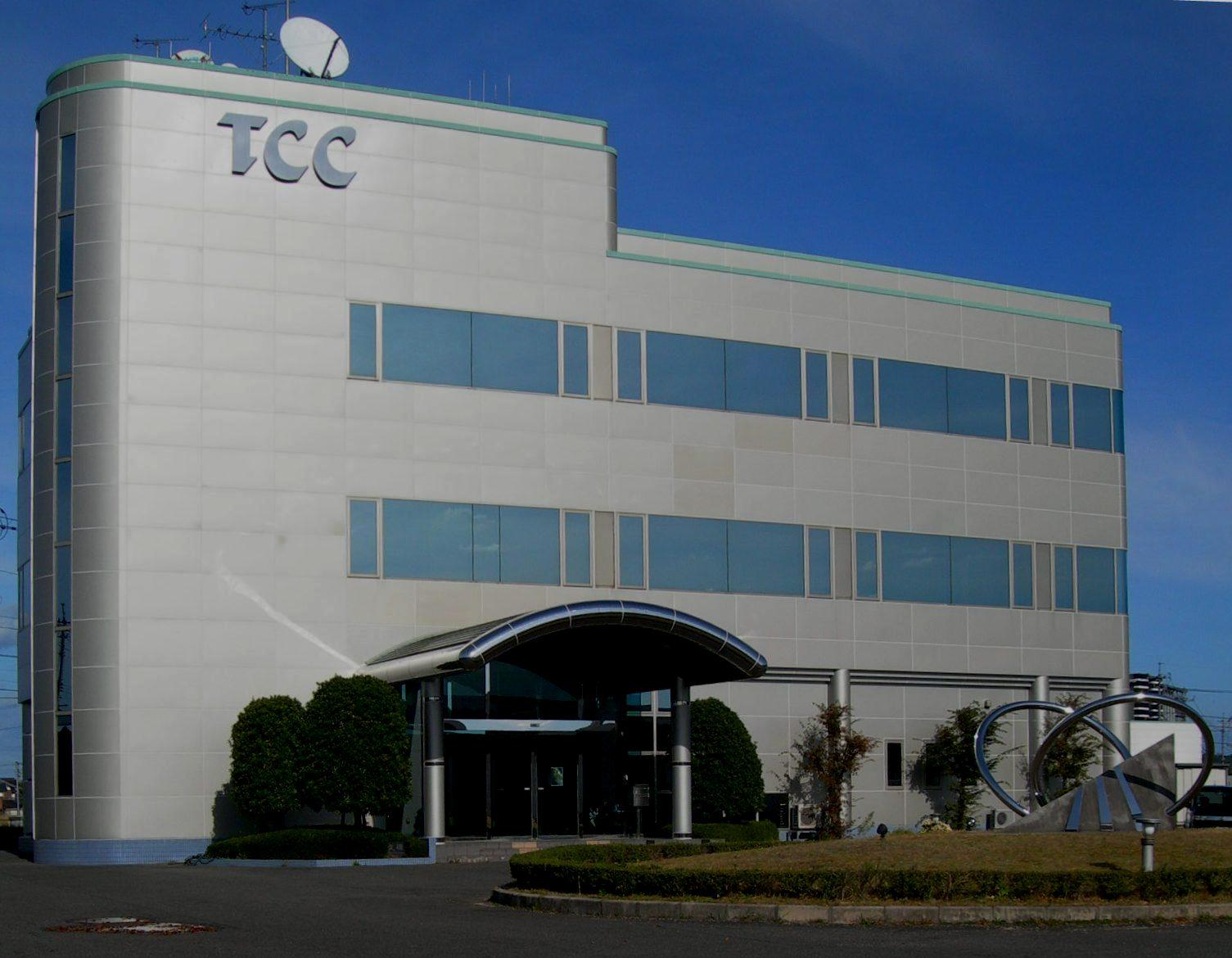
支局

- 本局（旧・東伯地区有線放送） - 琴浦町逢束806番地
- 湯梨浜支局（旧・ケーブルビジョン東ほうき） - 湯梨浜町田後458番地1

## サービスエリア
- 鳥取県東伯郡
  - 琴浦町
  - 北栄町（大栄地区、北条地区）
  - 湯梨浜町

## 施設の設置者・新規加入申込について
このケーブルテレビ施設は「平成の大合併」以前の各地方自治体による設置である。この為、現在も琴浦町・北栄町・湯梨浜町の施設でありTCCは3町の業務委託先である。このため新規加入の加入金は所轄する自治体の役場に支払う。

### ケーブルテレビ施設による行政サービス
音声告知放送・在宅健康管理システムが各町毎に実施されている。
- 湯梨浜町 
  - 音声告知機は合併前の羽合町・東郷町・泊村が個々に設置したもので機種や機能が異なっていたが、2008年度のFTTH事業にあわせて、町内の機種が統一された。インターネット利用はこの音声告知機がルーターとなり、それとパソコンをLANケーブルで接続する。（出典 広報ゆりはま2008年7月号）

## 沿革
- 2007年（平成19年）4月1日 - 東伯地区有線放送株式会社（TCB）、株式会社ケーブルビジョン東ほうき（HCV）の両社が合併。
- 2008年（平成20年）
  - 3月7日 - 地上デジタル放送の試験放送を開始。
  - 4月1日 - 地上デジタル放送の本放送を開始。
- 2009年（平成21年）10月1日 - 瀬戸内海放送のデジタル放送の試験放送を開始。
- 2011年（平成23年）
  - 4月1日 - サンテレビ・テレビせとうちのデジタル放送を開始。
  - 7月24日 - この日をもって朝日放送の再送信を終了した。

## 主な放送チャンネル

### 地上波系列別再放送局
| NHK-G   | NHK-E   | NNN/NNS      | ANN          | JNN       | TXN            | FNN/FNS            | JAITS      |
| ------- | ------- | ------------ | ------------ | --------- | -------------- | ------------------ | ---------- |
| NHK鳥取 | NHK鳥取 | 日本海テレビ | 瀬戸内海放送 | BSSテレビ | テレビせとうち | さんいん中央テレビ | サンテレビ |

### テレビ局
地上放送・自主放送
| デジタル（ID） | 放送局             |
| -------------- | ------------------ |
| 011(1)         | 日本海テレビ       |
| 021(2)         | NHK鳥取Eテレ       |
| 031-0(3)       | NHK鳥取総合        |
| 031-1(4)       | サンテレビ         |
| 051(5)         | KSB瀬戸内海放送    |
| 061(6)         | BSSテレビ          |
| 071(7)         | TSCテレビせとうち  |
| 081(8)         | さんいん中央テレビ |
| 111(11)        | コミュニティ       |
| 121(12)        | TCC PLUS           |

BS・CS放送
| デジタル（ID） | 放送局                      |           |
| 2K BS放送      | 2K BS放送                   | 2K BS放送 |
| -------------- | --------------------------- | --------- |
| 101(1)         | NHK BS                      |           |
| 141(4)         | BS日テレ                    |           |
| 151(5)         | BS朝日                      |           |
| 161(6)         | BS-TBS                      |           |
| 171(7)         | BSテレ東                    |           |
| 181(8)         | BSフジ                      |           |
| 191-193(9)     | WOWOW                       |           |
| 200-201(10)    | BS10・BS10スターチャンネル  |           |
| 211(11)        | BS11イレブン                |           |
| 222(12)        | BS12トゥエルビ              |           |
| 231            | 放送大学テレビ              |           |
| 260            | J:COM BS                    |           |
| 265            | BSよしもと                  |           |
| 531            | 放送大学ラジオ              |           |
| 4K8K BS放送    |                             |           |
| 101(1)         | NHK BSプレミアム4K          |           |
| 141(4)         | BS日テレ 4K                 |           |
| 151(5)         | BS朝日 4K                   |           |
| 161(6)         | BS-TBS 4K                   |           |
| 171(7)         | BSテレ東 4K                 |           |
| 181(8)         | BSフジ 4K                   |           |
| CS放送         |                             |           |
| 610            | J sports 3 HD               |           |
| 611            | スカイA HD                  |           |
| 612            | GAORA SPORTS HD             |           |
| 613            | J sports 1 HD               |           |
| 614            | J sports 2 HD               |           |
| 615            | J sports 4 HD               |           |
| 617            | ゴルフネットワーク HD       |           |
| 618            | 日テレジータス HD           |           |
| 620            | ムービープラス HD           |           |
| 625            | 東映チャンネル HD           |           |
| 626            | 衛星劇場 HD                 |           |
| 630            | ファミリー劇場 HD           |           |
| 634            | 時代劇専門チャンネル HD     |           |
| 635            | LaLa TV HD                  |           |
| 638            | TBSチャンネル1 HD           |           |
| 641            | アニマックス HD             |           |
| 642            | キッズステーション HD       |           |
| 645            | テレ朝チャンネル1 HD        |           |
| 648            | チャンネル銀河 HD           |           |
| 654            | TBS NEWS HD                 |           |
| 655            | ヒストリーチャンネル HD     |           |
| 656            | ディスカバリーチャンネル HD |           |
| 662            | スペースシャワーTV HD       |           |
| 664            | 歌謡ポップスチャンネル HD   |           |
| 670            | 囲碁・将棋チャンネル HD     |           |
| 671            | ショップチャンネル HD       |           |
| 672            | QVC HD                      |           |
| 676            | 釣りビジョン HD             |           |
| 681            | フジテレビTWO HD            |           |
| 682            | フジテレビONE HD            |           |
| 685            | グリーンチャンネル HD       |           |
| 686            | グリーンチャンネル2 HD      |           |
| 689            | フジテレビNEXT HD           |           |

CSデジタル放送は日本デジタル配信を使用している。

### ラジオ局
| 周波数(MHz) | 放送局         |
| ----------- | -------------- |
| 78.8        | V-air          |
| 85.8        | NHK鳥取FM      |
| 88.8        | NHK鳥取第1放送 |

## インターネットサービス
2008年時点では、本局（旧：東伯地区有線放送）地域ではケーブルインターネットのTCCネット（TCBネットが改称された）、湯梨浜支局（旧：ケーブルビジョン東ほうき）地域では電話回線を利用するADSLによるHCVネットというインターネットサービスを実施している。2008年度は湯梨浜町内において光ファイバーによるFTTH方式の施設の改修が実施され、それに伴いTCCネットという名称で光ファイバーインターネットサービスが開始された（FTTH方式に改修等の出典 - 広報ゆりはま 2007年10月号）。
その後、北栄町内もTCCネットのサービスに一本化され、HCVネットのサービスは廃止された。
前述の湯梨浜町以外はPPPoEルーターが必要（湯梨浜町でも1Gbpsコースでは必要）。

## 出資団体
- 琴浦町
- 北栄町
- 湯梨浜町
- 全国農業協同組合連合会（JA全農）
- 鳥取中央農業協同組合（JA鳥取中央）